# 浜田競馬場
浜田競馬場（はまだけいばじょう）は、島根県那賀郡浜田町（現・浜田市）にあった地方競馬の競馬場。

## 沿革
1927年（昭和2年）に地方競馬規則が公布されると、島根県には2ヶ所の競馬場が認められることになった。島根県西部では那賀郡浜田町と美濃郡益田町（現・益田市）が激しい誘致合戦を繰り広げたが、当時の競馬が軍馬の改良も目的であったことから連隊所在地であった浜田に決定した（島根県内もう1ヶ所の松江も連隊所在地である）。
その後、浜田競馬後援会が組織されて川口浜の3万m2の敷地に競馬場の建設を開始。1929年8月に馬場延長1,000m、走路幅員16mの競馬場が完成し、島根県畜産組合連合会に貸し出す形で開催された。
第1回競馬は同年10月11日から3日間。以後、毎年春季と秋季の2回開催され、当初は松江競馬場を上回る入場者数・売上高を誇った。しかし、1934年（昭和9年）から売上げが減少し、1937年（昭和12年）の春季競馬を最後に休場。1939年（昭和14年）の軍馬資源保護法公布に伴い廃止となった。

## 現況
- 現在、競馬場の跡地はショッピングモールのゆめタウン浜田となっている[1]。